# Международно право
Междунаро́дното пра́во е най-общият термин, обхващащ цялата съвкупност от правоотношения с участието на чуждестранни елементи и нормативни актове, регулиращи тези отношения.
В международното право се разграничават 3 основни направления: международно публично право, международно частно право и наднационално право.

## Международно публично право (МПП)
Междунаро́дното публично пра́во е особена правова система, регулираща отношенията между държавите, посредством създадените от тях международни организации и някои други субекти на международното публично право.
Международното публично право включва следните отрасли и институти:
- Дипломатическо право и консулско право

- Международно въздушно право
- Международно хуманитарно право
- Международно космическо право
- Международно атомно право
- Международно морско право
  - институт „Изключителна икономическа зона“
  - институт „Континентален шелф“
  - институт „Териториално море“
- Международно углавно право
- Международно икономическо право
- Международно право по охраната на околната среда
- Право на международната безопасност
- Право на международните договори
- Право на международните организации
- Международно договорно право за закрила правата на човека

Междуотраслови институти:
институт „Международно-правна отговорност“
институт „Междудържавна правоприемственост“
В науката за международно право е отделена обща част на международното публично право.

## Международно частно право (МЧП)
Междунаро́дното ча́стно пра́во (МЧП) е съвкупност от правни норми на вътрешнодържавното законодателство, международните договори и правовите обичаи, които регулират гражданско-правните, трудовите и други отношения, съгласувани с чуждестранните елементи.
Основна специфика на международното частно право е наличието в регулируемите правоотношения на чуждестранен елемент и използоване на колизионни норми.

## Съотношение между МПП и МЧП
За международното публично право думата международно означава наднационално правно урегулиране на отношенията (като правило, междудържавни). За международното частно право това означава, че регулируемите правоотношения излизат извън рамките на една държава и са свързани със система от права на други страни.
Основни различия на международното публично право от международното частно право:
1. В предмета на правното регулиране: в международното публично право основно място заемат политическите взаимоотношения между държавите, а икономическите отношения са отделени в отделен раздел на международното икономическо право; международното частно право регулира особена група от гражданско-правни отношения, имащи международен характер.
2. В субектите: в международното публично право основен субект на правоотношенията е държавата, а в МЧП – традиционният субект на националното гражданско право на държавата.
3. В основните източници: за международното публично право основен източник са международните договори и обичаи, а за международното частно право – законодателствоото на държавите, съдебната и арбитражна практика.

## Наднационално право
На́днациона́лното пра́во е форма на международното право, при което държавите отиват към съзнателно ограничение на някои свои права и делегирането им в наднационални органи. Нормативните актове, издавани от такива органи, по правило имат по-голяма юридическа сила, в сравнение с актовете на националното законодателство.
Най-ярък пример за наднационално право представлява Правото на Европейския съюз.